# Lee Ving

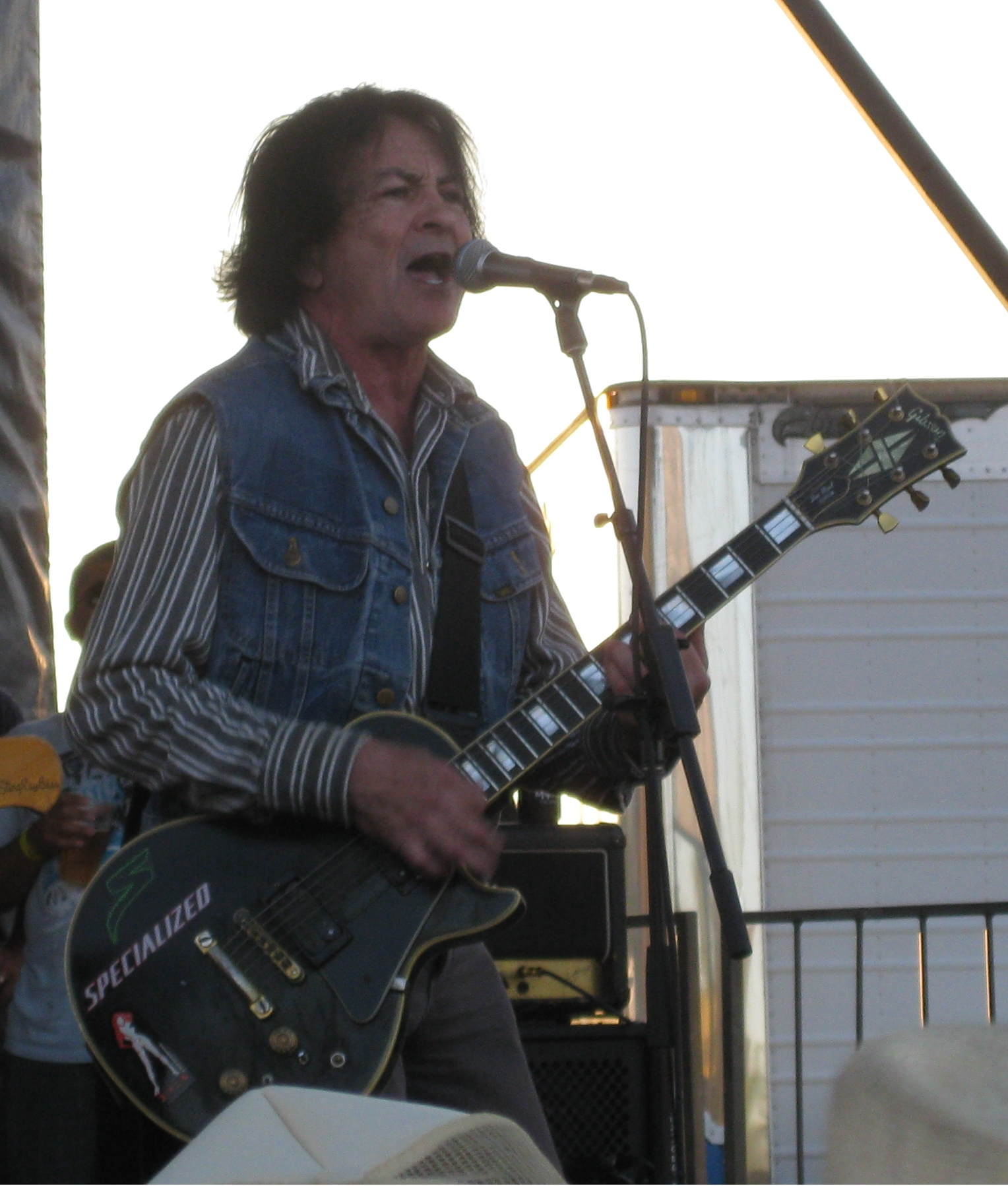
Lee Ving (2010)

Lee Ving ; eigentlich Lee James Jude Capallero (* 10. April 1950 in Philadelphia) ist ein US-amerikanischer Sänger, Gitarrist, Produzent und Schauspieler.

## Leben
Im Laufe seiner musikalischen Karriere war Lee Ving als Rhythmusgitarrist und Sänger in zahlreichen Bands der Genres Blues, Punk/Hardcore und Country tätig. In den späten 1960er-Jahren spielte er zunächst in Philadelphia in der Sweet Stavin Chain Blues Band. Nach einem Umzug nach New York gründete er dort die Band Daybreak. Mitte der 1970er-Jahre zog er nach Los Angeles und gründete dort 1977 die Band Fear, die zu den Wegbereitern des kalifornischen Hardcore-Sounds gezählt wird und mit Ving als einzigem verbliebenen Original-Mitglied bis heute existiert. 1983 spielte er mit der Country-Band Range War eine Single ein, 1984 ein Album mit Tom Scott. 1996 nahm er gemeinsam mit Dave Mustaine, Jimmy DeGrasso und Kelly LeMieux unter dem Namen MD.45 ein Punk-Metal-Album auf. 2015 wirkte er als Sänger an einem Album der Rock-Supergroup Teenage Time Killers mit. Neben seiner Tätigkeit als Musiker war Ving auch als Produzent aktiv, so produzierte er 1980 das Album Inside My Brain der Hardcore-Band Angry Samoans aus Los Angeles.
Bedingt durch das Image von Fear als Enfants Terribles der Musikszene von Los Angeles ergatterte Ving einige kleine Nebenrollen in Hollywood-Filmen, so in Flashdance (1983), Straßen in Flammen (1984) und Alle Mörder sind schon da (1985). In der Regel spielte er dabei Bösewichte oder überzeichnete Charaktere mit Rock-/Punk-Image. 1980 hatte die Regisseurin Penelope Spheeris eine Dokumentation über die Punkszene von Los Angeles namens The Decline of Western Civilization gedreht, in der Fear prominent vorkamen. Über diesen Kontakt gelangte Ving 1987 an eine Hauptrolle in Spheeris’ Film Dudes – Halt mich fest, die Wüste bebt!. Seitdem ist er nur in einigen kleineren Rollen in Kinoproduktionen zu sehen gewesen. Während der 1980er trat er darüber hinaus als Gaststar in einigen Fernsehserien auf, so in Fame, Street Hawk und Crime Story.

## Diskografie
Mit Fear
- 1982: The Record
- 1985: More Beer
- 1991: Live...For The Record
- 1995: Have Another Beer With FEAR
- 2000: American Beer
- 2024: The Last Time

Mit MD.45
- 1995: The Craving

Mit Teenage Time Killers
- 2015: Teenage Time Killers: Greatest Hits Vol. 1

## Filmografie (Auswahl)
- 1983: Flashdance
- 1983: Get Crazy
- 1983: Nightmares
- 1984: The Wild Life
- 1984: Straßen in Flammen
- 1984: T.V. – Total verrückt (Fernsehfilm)
- 1985: Alle Mörder sind schon da
- 1986: Black Moon
- 1986: Verwegene Hunde (Oceans of Fire, Fernsehfilm)
- 1987: Scenes from the Goldmine
- 1987: Wer ist hier der Boss? (Fernsehserie, S3 E21)
- 1987: Dudes
- 1989: Grave Secrets
- 1990: Masters of Menace
- 1991: The Taking of Beverly Hills
- 2001: Fast Sofa
- 2009: Endless Bummer
- 2009: I'm Calling Frank